# Lithocarpus cleistocarpus
Lithocarpus cleistocarpus (Seemen) Rehder & E.H.Wilson – gatunek roślin z rodziny bukowatych (Fagaceae Dumort.). Występuje naturalnie w Chinach – w prowincjach Anhui, Fujian, Kuejczou (na północy), Hubei (w części zachodniej), Hunan, Jiangxi, Shaanxi (na południu), Syczuan, Junnan (w części północno-wschodniej) oraz Zhejiang. 

## Morfologia
PokrójZimozielone drzewo dorastające do 5–10 m wysokości.
LiścieBlaszka liściowa jest skórzasta i ma podłużny lub owalnie eliptyczny kształt. Mierzy 9–16 cm długości oraz 3–5 cm szerokości, jest całobrzega, ma stłumioną i zbiegającą po ogonku nasadę i spiczasty wierzchołek. Ogonek liściowy jest nagi i ma 10–25 mm długości.
OwoceOrzechy o kształcie bąka. Osadzone są pojedynczo w bąkowatych lub niemal kulistych miseczkach, które mierzą 20–25 mm średnicy. Orzechy otulone są miseczkami do 65% ich długości.

## Biologia i ekologia
Rośnie w wiecznie zielonych lasach. Występuje na wysokości od 1000 do 2400 m n.p.m. Kwitnie od czerwca do października.